# ضیافت خون
ضیافت خون (انگلیسی: Blood Feast) یک فیلم ترسناک مستقل به کارگردانی هرشل گوردون لویس محصول سال ۱۹۶۳ است. از بازیگران آن می‌توان به کانی میسون اشاره کرد.
ضیافت خون نخستین فیلم اسپلتر (خونپاشی) سینمای وحشت به‌شمار می‌رود.